# 上杉禅秀の乱
上杉禅秀の乱（うえすぎぜんしゅうのらん）とは、室町時代の応永23年（1416年）に関東地方で起こった戦乱。前関東管領である上杉氏憲（禅秀）が鎌倉公方の足利持氏に対して起した反乱である。禅秀とは上杉氏憲の法名。

## 経緯
鎌倉府は南北朝時代に室町幕府が関東統治のために設置した機関で、鎌倉公方は関東管領によって補佐され、管領職は上杉氏による世襲状態であった。応永16年（1409年）に3代鎌倉公方足利満兼が死去すると満兼の子の持氏が新公方となった。当初、山内上杉家の上杉憲定が関東管領の地位にあったが、応永18年（1411年）に憲定が失脚すると、代わりに山内上杉家と対立関係にあった犬懸上杉家の上杉氏憲が関東管領に就任した。氏憲は持氏の叔父にあたる足利満隆、満隆の養子で持氏の弟である足利持仲らと接近して若い持氏に代わって鎌倉府の実権を掌握しようとした。
ところが、応永22年（1415年）4月25日の評定で氏憲と持氏が対立すると、5月2日に氏憲は関東管領を更迭され、18日には後任の管領として山内上杉家の上杉憲基（憲定の子）が管領職についた。氏憲は足利満隆・持仲らと相談し、氏憲の婿にあたる岩松満純、那須資之、千葉兼胤、長尾氏春、大掾満幹、山入与義、小田持家、武田信満、結城満朝、蘆名盛政や地方の国人衆なども加えて翌23年（1416年）に持氏への反乱を起こした。
応永23年10月2日の戌の刻頃、足利満隆が御所近くの宝寿院に入り挙兵し、氏憲と共に持氏・憲基拘束に向かう。化粧坂では持氏方の三浦高明が守備に就くなどしていたが、鎌倉は混乱しその隙に持氏らは家臣に連れられて脱出していた（『鎌倉大草紙』）。その後、氏憲と満隆は合流した諸氏の兵と共に鎌倉を制圧下に置いた。当時、関東の有力武家は通常は鎌倉府に出仕して必要に応じて領国に戻って統治を行っていたと考えられているが、氏憲らは持氏を支持する諸将が鎌倉に不在の隙をついて挙兵をしたとみられている。
駿河の今川範政から京都に一報が伝えられたのは10月13日で、当初持氏・憲基が殺害されたという誤報を含んでいたことと、将軍義持が因幡堂参詣のために不在であったために幕府内は騒然となった。幕府に詰めた諸大名は会合して情報収集に努めることにして夜に義持が帰還するのを待って対応を決めることとした。その後、持氏・憲基らは無事で、鎌倉を脱出した持氏が駿河の今川範政の元に逃れて幕府の援助を求めていることを知ると、義持は諸大名とともに会議を開き、義持の叔父である足利満詮の進言もあって、持氏救援に乗り出すことになった（『看聞日記』同年10月13・29日条）。
幕府の命を受けた今川範政・上杉房方・小笠原政康・佐竹氏・宇都宮氏の兵が満隆・氏憲討伐に向かった。このため、氏憲らは持氏の殺害を図って駿河を攻めるが今川氏に敗れ、更に上杉氏らに押された江戸氏・豊島氏ら武蔵の武士団が呼応して武蔵から氏憲勢力を排除した。翌応永24年（1417年）元日の世谷原の戦いで氏憲軍が江戸・豊島連合軍を破り、押し返すがその間隙を突いて今川軍が相模に侵攻、1月10日に氏憲や満隆、持仲らが鎌倉雪ノ下で自害した事で収束した。また、乱で敗北した事により犬懸上杉家は関東での勢力を失う（ただし、氏憲の子の何人かは出家することにより存命し、幕府の庇護を受けている）。
また、武田信満は追討軍によって自領・甲斐まで追い詰められて自害、岩松満純は捕らえられて斬首された。

## 禅秀の乱の波紋
室町幕府では乱に際して4代将軍の足利義持は持氏を支援するが、一方では義持の弟の足利義嗣が出奔する事件が起こり、義嗣は捕縛されて幽閉されるが、幕府内で上杉氏憲と内通していた疑惑のある人物として名前が挙がるなど波紋が広がる。

### 室町幕府
応永23年（1416年）10月、自分の身に対する危険を感じた足利義嗣は京都を脱出するが、間もなく義持側近であった富樫満成に高雄で捕らえられ、義嗣の身柄は仁和寺から相国寺へ幽閉されて出家させられた。ところが、11月に入ると義嗣の取調べにあたった富樫満成から出された報告が問題を呼んだ。そこには義嗣とともに現管領細川満元、元管領斯波義教をはじめ、畠山満則、赤松義則、土岐康政、山名時熙、更に公家の山科教高、日野持光らが共謀して上杉氏憲に呼応して義持打倒を計画していたと言うのである。これを受けて土岐持頼（康政の嫡子）が伊勢国守護の地位を奪われた他、満元以下有力守護や公家たちが揃って謹慎・配流を命じられた。
応永25年（1418年）に入ると、義嗣は義持の命を受けた富樫満成により殺害される。ところが、この年の11月には逆に満成が義嗣に加担し、なおかつ義嗣の愛妾・林歌局と密通しているとの疑いで追放されてしまったのである。これは件の告発によって義持と富樫満成ら側近集団に実権を奪われた細川以下の有力守護大名側の逆クーデターとも言われている。
なお、満成は高野山に逃亡したものの、応永26年2月4日（1419年2月28日）に畠山満家の討伐によって殺害されている。

### 鎌倉公方
室町幕府のこの反乱に対する立場は、義嗣や南朝との連携を危惧して氏憲討伐に乗り出したのであって、本心から鎌倉公方である持氏を支持していた訳ではなかった。持氏も幕府中央の混乱に乗じて関東・奥州各地に発生した武装蜂起に対して自己の政権の権限と基盤の強化に乗り出して幕府中央の権威を否定する動きを以前から見せていたからである。幕府から追討を受けている筈の氏憲の遺児が実は幕府に保護されていたという事実は、持氏が幕府に対して反抗する事態を考慮したからである。鎌倉府と敵対的でありながら室町幕府の意向を受けて禅秀討伐に加わった下野国の宇都宮持綱が乱後に上総国の守護に任じられたり、足利氏ゆかりの足利荘が鎌倉府から室町幕府の直接管理に移されたりしたのも、持氏に対する牽制であったと考えられている。
禅秀の死の翌年にはその旧領であった上総において上総本一揆と呼ばれる旧臣である国人達を中心とした一揆が発生している。更に禅秀方についた大名らは持氏からの報復を危惧して鎌倉への出仕を取りやめる者が相次いだ（実際にその後山入与義や大掾満幹が鎌倉出仕中に持氏の軍勢に攻め滅ぼされている）。その後、持氏は岩松氏や佐竹氏（山入氏系）などの氏憲の残党狩りや京都扶持衆の大名など関東における反対勢力の粛清などを行うと同時に（この一件を称して「小栗満重の乱」と呼ぶこともある）自立的行動を取りはじめる。その一方で、奥州南部の統治のために派遣されていた叔父の篠川公方足利満直は犬懸上杉家との関係が深く、乱後の持氏との関係の悪化とともに鎌倉府からの自立を図るようになる。やがて、守護任命などを巡り幕府は鎌倉公方を警戒し、鎌倉公方と関東管領との意見対立も続き、関東地方での騒乱は永享10年（1438年）の永享の乱、永享12年（1440年）の結城合戦などに引き継がれた。